# Jeralean Talley (supercentenaria)
Jeralean Talley (Montrose, 23 de mayo de 1899 - Inkster, 17 de junio de 2015) fue una supercentenaria estadounidense que era, a la edad de 116 años y 25 días, la persona viva más longeva verificada del mundo. Anteriormente se pensaba que era la estadounidense de más edad, desde la muerte de Elsie Thompson, el 21 de marzo de 2013, hasta que se verificó que Gertrude Weaver era mayor, en julio de 2014. Tras la muerte de Weaver el 6 de abril de 2015, Talley fue reconocida como la persona viva de mayor edad del mundo. Talley recibió cartas del presidente de Estados Unidos, Barack Obama, en su cumpleaños 114 y 116, reconociendo su estado.

## Biografía
Talley nació el 23 de mayo de 1899 en Georgia. Una de los 12 niños, pasó sus primeros años viviendo en una granja recogiendo algodón y maní y cosechando batatas. Se mudó a Inkster, Míchigan en 1935, y vivió allí hasta que murió. En 1936, se casó con Alfredo Talley (30 de enero de 1893 – 17 de octubre de 1988). Tuvieron una hija, Thelma Holloway, nacida en 1937. Jeralean y Alfredo estuvieron casados durante 52 años hasta que el muriera en octubre de 1988, a la edad de 95 años. Talley tuvo tres nietos, 10 bisnietos y 4 tataranietos.

### Salud y estilo de vida
Según su hija Thelma, Jeralean se mantuvo activa en su vida posterior cosiendo vestidos, haciendo colchas y jugando máquinas tragamonedas en los casinos. Ella jugó hasta que cumplió 104 años, cuando sus piernas se debilitaron demasiado, pero aun así realizó viajes anuales de pesca con su amigo Michael Kinloch y su hijo Tyler, quien también era su ahijado.
Talley era miembro de la Nueva Iglesia Bautista Misionera de Jerusalén, cuyos miembros se referían a ella como "Madre Talley". En mayo de 2013, celebraron su 114 cumpleaños al nombrar oficialmente el camino de entrada de la iglesia. Talley también recibió una carta personalizada del presidente de Estados Unidos, Barack Obama, quien escribió que ella era "parte de una generación extraordinaria". En su cumpleaños número 116, Talley recibió otra carta de Obama que escribió que "la amplitud de su experiencia y la profundidad de su sabiduría reflejan el largo camino que ha recorrido nuestra nación desde 1899".
Ella dijo que vivía según la regla de oro . Era conocida en la comunidad por su sabiduría e ingenio, y cuando la gente buscaba su consejo, ella les decía que usaran el sentido común, diciendo: "No tengo mucha educación, pero con el poco sentido que tengo, trato de usarla".

### Muerte
El 17 de junio de 2015, Talley murió después de una semana de hospitalización. Había rezado para no sufrir antes de la muerte y, según los informes, murió pacíficamente mientras dormía en su casa en Inkster. Con respecto a su gran edad, la habían citado diciendo "No hay nada que pueda hacer al respecto". Después de su muerte, Susannah Mushatt Jones se convirtió en la persona más vieja del mundo.